# Mascone
Il mascone è la parte dello scafo di un'imbarcazione compresa tra il traverso e la prua. Vi sono, quindi, un mascone di sinistra e un mascone di dritta. Il mascone è la parte contrapposta al giardinetto.
In caso di mare formato, con le imbarcazioni a vela e a motore si prende l'onda al mascone (o al giardinetto, se il mare è a poppa) per ridurne il beccheggio e il rollio e migliorarne la stabilità.